# Beauraing
Beauraing är en kommun i Belgien.   Den ligger i provinsen Namur och regionen Vallonien, i den södra delen av landet, 90 kilometer sydost om huvudstaden Bryssel. Antalet invånare är 8 973.
I omgivningarna runt Beauraing växer i huvudsak blandskog. Runt Beauraing är det ganska glesbefolkat, med 43 invånare per kvadratkilometer.